# The Crusher (wrestler)
Reginald Lisowski, maggiormente noto con il ring name The Crusher (Milwaukee, 11 luglio 1926 – Milwaukee, 22 ottobre 2005), è stato un wrestler statunitense.

## Carriera

### Inizi
Lisowski nacque l'11 luglio 1926 e crebbe a Milwaukee. Si dimostrò ben presto più interessato al football che allo studio, giocando nella squadra studentesca della South Milwaukee High School, ma decise di darsi al wrestling mentre svolgeva il servizio di leva in Germania. Avendo sviluppato abilità nello sport, continuò ad allenarsi con Ivan Racy e Buck Tassie al suo ritorno in patria, debuttando sul ring in un match contro Marcel Buchet alla fine del 1949.
Agli esordi di carriera fece svariati combattimenti a Chicago, anche quattro a settimana, guadagnando abitualmente 5 dollari a serata. Fred Kohler fu il primo promoter che lo fece esordire in televisione, e nel 1954 Lisowski aveva già sviluppato il fisico muscoloso che lo caratterizzerà per il resto della sua carriera. Decenni prima di Steve Austin e  The Sandman, Lisowski perfezionò la gimmick del rude bevitore di birra. Successivamente si tinse i capelli di biondo e iniziò a lottare come heel, temuto per la sua forza bruta. In questo periodo vinse la versione di Chicago del titolo NWA World Tag Team Championship, insieme al partner di tag team Art Nielson.

### American Wrestling Association

#### Tag team
Lisowski continuò a lottare con successo nella divisione tag team per tutto il resto degli anni cinquanta, spesso in coppia con il "fratello" Stan Lisowski. Nel 1959, gli venne affibbiato il soprannome "Crusher" Lisowski, che leggenda vuole sia stato coniato da un promoter che vedendo Lisowski avrebbe esclamato: «Questo li stritola tutti!». Fino all'inizio del 1965, Crusher lottò da heel (wrestler malvagio odiato dal pubblico) nell'AWA. Dopo aver incontrato la coppia formata da Larry Hennig & Harley Race per la prima volta, i fan cominciarono a tifare per Crusher e suo "cugino" Dick the Bruiser, rendendoli dei beniamini della federazione. Dotato di un fisico possente, la gimmick di The Crusher era quella del lottatore capace di incassare un'impressionante quantità di colpi per poi alla fine riprendersi e vincere il match.
Nei successivi 15-20 anni, Crusher & Bruiser furono partner di tag team, vincendo l'AWA World Tag Team Championship per 5 volte, il WWA World Tag Team Championship per 6 volte, e l'NWA International Tag Team Championship, tra gli altri.

#### Competizione singola
Presentato all'inizio dei match come "The Wrestler That Made Milwaukee Famous" ("il lottatore che ha reso famosa Milwaukee"), Crusher ebbe successo anche come wrestler singolo, vincendo il titolo AWA World Heavyweight Championship per tre volte; la prima volta il 9 luglio 1963 unificandolo con la versione di Omaha del World Heavyweight Championship, in un match dove sconfisse Verne Gagne. Anche se gran parte della popolarità di Crusher derivava dalla sua fama di grande bevitore di birra, è curioso far notare che nella vita reale egli non beveva mai birra perché, secondo Baron von Raschke, preferiva il vino.
La carriera di The Crusher rischiò di concludersi nel 1981, quando il corpulento Jerry Blackwell, oltre 217 kg di peso, sbagliò un salto dal paletto del ring atterrandogli sul braccio destro, causandogli un danno permanente ai nervi della spalla. Nonostante il parere dei medici, Crusher si sottopose a ferrei allenamenti per un periodo di due anni, per poi tornare a combattere sul ring nel 1983.

### World Wide Wrestling Federation

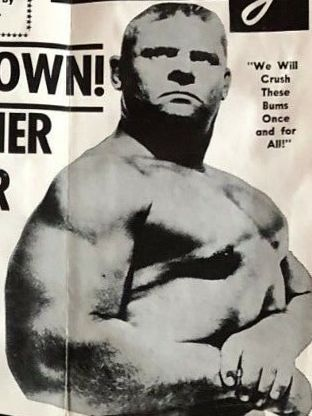
The Crusher nel 1968

All'inizio degli anni sessanta, lottò con successo nella WWWF dove era la "nemesi" di Johnny Valentine e di un giovanissimo Bruno Sammartino, principalmente nella zona di Pittsburgh.
Nella metà degli anni ottanta, intuendo che la American Wrestling Association (AWA) con la quale era sotto contratto stava per fallire, a seguito del passaggio di Hulk Hogan e di molte altre stelle alla World Wrestling Federation, Crusher andò a lavorare part-time per McMahon, partecipando a qualche house show WWF nel Midwest. In seguito, Lisowski dichiarò di aver fatto più soldi in questo modo che in tutti gli anni passati nella federazione di Verne Gagne.
Nel 1986 lottò sporadicamente nel tag team The Machines con il nome di Crusher Machine.
L'ultimo incontro di The Crusher ebbe luogo nel corso di un house show della WWF svoltosi ad Omaha il 15 febbraio 1988. Egli rimpiazzò Billy Jack Haynes come partner di coppia di Ken Patera in un match contro i Demolition, che furono squalificati quando Mr. Fuji colpì con il suo bastone Crusher dopo circa tre minuti dall'inizio del match.
L'ultima apparizione televisiva di The Crusher fu durante il pay-per-view Over the Edge: In Your House del 1998, dove venne mostrato seduto tra il pubblico accanto a Mad Dog Vachon. Jerry Lawler fece delle battute circa la veneranda età dei due uomini, e cercò anche di rubare la gamba artificiale di Vachon, ma Mad Dog lo colpì in testa con essa, e Crusher gli diede un pugno.

## Vita privata e morte
Nel 1974 recitò insieme a Dick the Bruiser nel film Bestione superstar diretto da Jim Westerman.
Negli ultimi anni, i molteplici interventi chirurgici alle ginocchia ed alle anche ne compromisero alquanto lo stato di salute, come anche un tumore benigno al cervello asportato chirurgicamente nel marzo 2005, che lasciò Lisowski parzialmente paralizzato.
La moglie morì l'11 marzo 2003 dopo un matrimonio durato 55 anni. Il 22 ottobre 2005 Lisowski è deceduto a causa di un tumore al cervello, all'età di 79 anni. Lui, la moglie, Faye, e il figlio Gary (1948-1949) sono sepolti nell'Holy Sepulcher Cemetery nei pressi di Milwaukee.

## Personaggio

### Mosse finali
- Bolo punch
- Crusher Claw / Crusher Clutch (Stomach vicegrip)
- Full nelson

## Titoli e riconoscimenti
- Cauliflower Alley Club
  - Other honoree (2000)

- Georgia Championship Wrestling
  - NWA Georgia Tag Team Championship (1)[4] - con Tommy Rich

- Japan Wrestling Association
  - NWA International Tag Team Championship (1) - con Dick the Bruiser

- Maple Leaf Wrestling
  - NWA Canadian Open Tag Team Championship (1)[5] - con Stan Lisowski

- NWA Chicago
  - NWA World Tag Team Championship (Chicago version) (3)[6] - con Art Neilson (1) e Stan Lisowski (2)

- NWA Minneapolis Wrestling and Boxing Club - American Wrestling Association
  - AWA Brass Knuckles Championship (1)
  - AWA World Heavyweight Championship (3)
  - AWA World Tag Team Championship (9) - con Dick the Bruiser (5), Verne Gagne (1), Red Bastien (1), Billy Robinson (1) e Baron von Raschke (1)
  - NWA World Tag Team Championship (Minneapolis version) (2) - con Stan Lisowski
  - (Minneapolis) British Open Tag Team Championship (1) - con Stan Lisowski
  - World Heavyweight Championship (Omaha version) (1)[7]
  - Nebraska Heavyweight Championship (1)[8]

- Pro Wrestling Illustrated
  - PWI Tag Team of the Year (1972) - con Dick the Bruiser
  - 260º nella lista dei migliori 500 wrestler singoli nei PWI Years del 2003

- Professional Wrestling Hall of Fame
  - (Classe del 2005) - Tag Team con Bruiser

- World Championship Wrestling
  - WCW Hall of Fame (Classe del 1994)[9]

- World Wrestling Association
  - WWA World Tag Team Championship (6) - con Dick the Bruiser[10]

- Wrestling Observer Newsletter awards
  - Worst Tag Team (1984) con Baron Von Raschke
  - Wrestling Observer Newsletter Hall of Fame (Classe del 1996)

- Altri titoli
  - Rocky Mountain Heavyweight Championship (1)